# Harmony Rose
Pour les articles homonymes, voir Harmony et Rose.
Harmony Rose (née le 12 octobre 1983 à Miami en Floride) est une actrice pornographique américaine.

## Biographie
Avant d'entrer dans l'industrie du film pornographique, Rose a travaillé au fast-food Hooters avec sa meilleure amie et colocataire Tory Lane.
Rose a avoué avoir perdu son pucelage à 14 ans avec un garçon qu'elle continue de voir.
Le 18 juillet 2006, elle apparut brièvement au Howard Stern Radio Show où elle fit un anulingus à l'actrice pornographique roumaine Sandra Romain.
Depuis 2004, elle est apparue dans plus de 300 films.
Son vrai nom est Tracy Rolan.

## Récompenses
- 2009 : AVN Award (nommée) – meilleure scène de double pénétration – Fuck Me: Rebeca Linares (avec Marco Banderas et Tony DeSergio)

## Galerie d'images

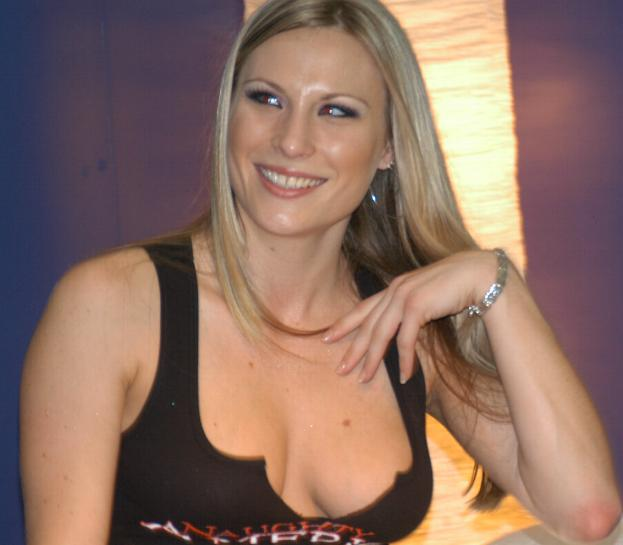
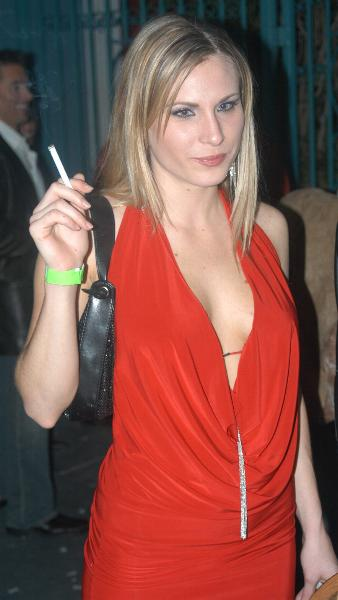